# Cappella di Sant'Andrea (Matera)
La cappella di Sant'Andrea, annessa alla Masseria Irene, fa parte del complesso delle chiese rupestri di Matera.

## Descrizione
La cappella si inserisce in un complesso rupestre formato da alcune cavità rocciose, da ambienti di servizio alla masseria quali, ad esempio, lo jazzo ed il dormitorio dei pastori.